# El Monastil
El Monastil fou un poblat iberoromà al nord d'Elda, a la comarca del Vinalopó Mitjà, a la serra coneguda com el Monastil, que n'ocupa la cresta i el vessant sud. Es correspon amb la població que a les fonts romanes és anomenada El·lo (llatí: Ello o Elo).
El seu origen es remunta al segle v aC, i es va constituir com una de les poblacions contestanes de la zona mediterrània de la península Ibèrica. Amb anterioritat, en l'edat del bronze, ja havien existit assentaments humans en la mateixa zona. Les característiques geogràfiques el situaven a l'abric dels climes rigorosos, pròxim al riu Vinalopó i en una zona, llavors, de bosc mediterrani i recursos hídrics suficients, abundant en caça menor. La serra té una bona defensa per la cara nord, perquè és escarpada.
La disposició dels habitatges ocupava el vessant sud i la cresta, protegits per una muralla cap al nord, amb unes dimensions entre 7 i 28 metres quadrats cadascuna, alineades i que hagueren de tenir una població estable d'entre 150 i 200 individus, que es van anar incrementant a mesura que es va estendre a la plana, que s'aproxima a la ribera del riu.
L'economia n'era de base agrícola, amb el cultiu de forment, ordi, vinya i hortalisses i l'explotació dels recursos forestals i la caça. La zona va mantenir una alta producció, els excedents de la qual van servir per al comerç. Al contrari que en altres zones contestanes, l'activitat metal·lúrgica va ser quasi inexistent; per contra, la tèxtil sempre hi va ser abundant, igual que la ceràmica, amb la singularitat d'una producció molt elevada de tipus simbòlic i amb característiques pròpies no trobades en altres llocs, que van dur l'arqueòloga Solveig Nordströn a determinar l'existència del mestre del Monastil, un terrisser que va introduir-hi un estil propi en incloure en les ceràmiques dibuixos de peces de caça menor.
El comerç va ser abundant amb la resta de poblacions iberes, però també s'hi han trobat restes que expliquen un important intercanvi amb poblacions del Mediterrani com ara gregues, fenícies, cartagineses i romanes.
Com a resultat de la romanització, el poblat va restar dins la zona de Cartago Nova, i fou anomenada Ello, segurament el nom que ja havia rebut abans de la conquesta romana. Les fàcils comunicacions a través de la via Augusta i des del Vinalopó amb Ilici (l'actual Elx) i el corresponent accés a Lucèntum (predecessora de l'actual Alacant) i a la rica zona del Tossal de Manises, van facilitar la permanència del poblat a l'interior de l'actual província d'Alacant. Es coneix la seua esplendor en el segle i dC, amb distintes vil·les romanes en la seua zona d'influència i altres assentaments menors a la vall d'Elda. L'activitat econòmica es va enfortir en dos terrenys: la producció ceràmica, amb intercanvis datats en l'actual Itàlia, França i nord d'Àfrica, i l'espart, que va permetre un ampli desenvolupament de la cistelleria.
A la fi del segle i, les crisis de l'Imperi Romà van afectar la zona, amb el replegament per una banda de la població de nou a la zona muntanyenca. Paral·lelament, les villae romanes de la vall s'expandeixen i acullen diferents famílies. L'activitat comercial va decaure en benefici d'un cert nivell d'autarquia. La població va patir, a partir d'aquest moment, successius períodes d'expansió i contracció, segons la situació política. A poc a poc, la vall d'Elda es va anar ocupant, es va estendre la rompuda de la terra i van proliferar les villae. El poblat d'Ello hi va romandre, però no sempre va ser centre des del qual irradiara l'activitat del conjunt de la zona.
Dins el jaciment destaca l'existència d'una església cristiana. Aquesta església fou el resultat d'una reforma entre la segona meitat del segle vi i la primera meitat del segle vii i comportà l'abandonament parcial del caràcter urbà de la població però la monumentalització del complex religiós, esdevenint així un important nucli administrador i vertebrador del territori. Probablement aquesta nova importància es degué al fet que Ilici i Carthago Spartaria passaren a dependre de l'Imperi, i llavors es creà una nova diòcesi amb seu al Monastil. Aquesta nova diòcesi és documentada en el sínode de Gundemar com a ecclesia Elotana  i amb tota seguretat s'ha d'identificar amb el jaciment del Monastil, que, per tant, al segle vii encara havia de ser conegut amb el nom d'Ello. Després de la conquesta islàmica el poblat fou abandonat i rebé el nom de al-munastir ('el monestir'), però el topònim antic es conserva, i apareix documentat a les fonts cristianes com a El·la, Etla i, finalment, Elda, el nom de la vila moderna situada al peu del jaciment.